# Universidad del Cercano Oriente
La Universidad del Cercano Oriente (en turco: Yakın Doğu Üniversitesi; comúnmente conocida como YDÜ) es una universidad privada, donde más de 17 mil estudiantes de República Turca del Norte de Chipre y de 55 países extranjeros llevar a cabo estudios de grado y postgrado. Fue fundada en el lado turcochipriota de Nicosia en 1988. El lenguaje de instrucción en la zona este de la universidad es el inglés en la mayoría de los departamentos. La Universidad del Cercano Oriente cuenta actualmente con 16 facultades con 65 departamentos y escuelas que ofrecen cursos a nivel de pregrado y postgrado. La universidad ofrece programas de posgrado bajo la dirección y coordinación de la Escuela de Graduados de Ciencias Sociales y Aplicadas. La Escuela Preparatoria en Inglés está disponible para aquellos que necesitan mejorar su inglés antes de empezar a estudiar en los programas especializados de las facultades.